# Bernard Janssens
Bernard Janssens (ur. w XIX wieku, zm. w XX wieku) – belgijski kolarz szosowy i torowy, brązowy medalista olimpijski.

## Kariera
Największy sukces w karierze Bernard Janssens osiągał w 1920 roku, kiedy w drużynowej jeździe na czas zespół w składzie: Albert Wyckmans, Albert De Bunné, Bernard Janssens i André Vercruysse zdobył brązowy medal podczas igrzysk olimpijskich w Antwerpii. Był to jedyny medal wywalczony przez Janssensa na międzynarodowej imprezie tej rangi. Na tych samych igrzyskach w rywalizacji indywidualnej zajął czwartą pozycję – w walce o brązowy medal lepszy okazał się Fernand Canteloube z Francji. Ponadto razem z kolegami z reprezentacji był czwarty w drużynowym wyścigu na dochodzenie, przegrywając miejsce na podium z reprezentantami Związku Południowej Afryki. Nigdy nie zdobył medalu na szosowych ani torowych mistrzostwach świata.